# Friedrich August Carus
Friedrich August Carus (* 26. April 1770 in Budissin, Markgraftum Oberlausitz; † 6. Februar 1807 in Leipzig) war ein deutscher Psychologe, Philosoph und Philosophiehistoriker.

## Herkunft
Seine Eltern waren der Kaufmann Friedrich August Carus (* 21. Mai 1742; † 1. September 1792) und dessen Ehefrau Johanna Eleonore Lange (* 7. April 1737; † 3. Juli 1814).

## Leben und Wirken
Nach dem Besuch des Gymnasiums in Bautzen absolvierte Carus zunächst in Leipzig, vor allem bei Karl Christoph Nestler, ein Studium der Theologie und erhielt den Magister 1791 mit der Arbeit Historia antiquior sententiarum ecclesiae Graecae de accomodatione Christo inprimis et apostolis tributa. Danach wechselte er nach Göttingen zum Altphilologen Christian Gottlob Heyne. Habilitiert wurde er 1793 wieder in Leipzig, wo er zunächst als Privatdozent tätig war. 1795 erwarb er den Baccalaureus der Theologie und wurde Frühprediger der Leipziger Universitätskirche. Carus erhielt 1796 eine Stelle als außerordentlicher Professor für Philosophie in Leipzig und wurde 1805 schließlich ordentlicher Professor. Er war insbesondere von Immanuel Kant und Friedrich Heinrich Jacobi beeinflusst.
Carus ist ein wichtiger Vertreter der Empirischen Psychologie des späten 18. Jahrhunderts. Dabei trennte sich die Psychologie, als natürliche Wissenschaft der Seele, die mit dem Körper verbunden ist, von der Pneumatologie ab und wurde eine grundlegende Disziplin der Anthropologie oder allgemeine der „Wissenschaft des Menschen“. Carus hatte ein „Psychologisches Institut“ gegründet, das ab 1802 in die „Anthropologische Gesellschaft“ umgewandelt wurde. Die erst nach seinem frühen Tod veröffentlichte „Geschichte der Psychologie“ (1808) ist die erste ihrer Art.
Als Entwicklungstheoretiker kennzeichnete Carus als einer der ersten vier Phasen des Lebens: Kindheit, Jugend, Erwachsensein und Alter.
1805 übernahm er das tutoriale Amt eines Präsiden in der 1716 gegründeten Wendischen Prediger-Gesellschaft zu Leipzig, die er 1806 in eine Lausitzer Prediger-Gesellschaft (die spätere Landsmannschaft Sorabia) überführte und damit für Deutsche – wenn auch nur aus der Lausitz – öffnete.

## Familie
Friedrich August Carus stammte aus der bürgerlichen Familie Carus aus Dippoldiswalde in Sachsen, die zuerst mit dem aus Dippoldiswalde stammenden Jacob I. Carus, der später als Stadtmaurer nach Luckau kam und dort auch Verwalter der Heydenreich-Stiftung war, erwähnt wurde. Während ein Teil der Familie anfangs Maurer- und Tuchmachermeister wurde, wählten mehrere spätere Nachkommen den Arztberuf, wie zum Beispiel Carl Gustav Carus.
Friedrich August Carus wurde als ältester Sohn seines gleichnamigen Vaters Friedrich August Carus, d. Ä. (1742–1792) und dessen Frau Johanna Eleonore Lange geboren. Sein Vater war Kauf- und Handelsherr in seiner Heimatstadt Bautzen. Friedrich August hatte noch einen Bruder, Carl Erdmann (1775–1842), der später Leiter einer chemischen Fabrik in Zwickau wurde.
Friedrich August Carus heiratete am 26. September 1796 Johanna Caroline Hornemann aus Pförten († 4. Januar 1821 in Leipzig), die Tochter des Syndikus Hornemann. Das Paar hatte zwei Kinder:
- Ernst August (* 10. Juli 1797 in Leipzig; † 26. Mai 1854 in Berlin), später Doktor der Medizin, praktizierender Arzt und Professor der Wundarzneikunde an der Universität Leipzig
- Julius (* 30. August 1800 in Leipzig; † 14. Juni 1880 in Leipzig)[2], geisteskrank und ledig

## Schriften
Die Schriften von Carus wurden nach seinem Tod aus dem Nachlass von seinem Schüler Ferdinand Gotthelf Hand in sieben Bänden herausgegeben (Barth und Kummer, Leipzig 1808–1810).
- Ideen zur Geschichte der Philosophie
- Geschichte der Psychologie
- Psychologie der Hebräer (Digitalisat)
- Ideen zur Geschichte der Menschheit
- Psychologie (2 Bände)
- Moralphilosophie und Religionsphilosophie

Zu Lebzeiten gedruckt beim Leipziger Verlag Schulz wurde seine am 9. Oktober 1793 verteidigte Dissertation Historia antiquior sententiarum ecclesiae graecae de accomodatione Christo inprimis et Apostolis tributa (dt. Übersetzung: „Ältere Geschichte der Ansichten der griechischen Kirche über die vor allem Christus sowie den Aposteln zugeschriebene Akkommodation“) sowie 1797 vom Leipziger Verleger Tauchnitz seine Abhandlung Anaxagoreae Cosmo-theologiae indagantur Fontes.